# Puerto Wharton
Puerto Wharton (en inglés: Wharton Harbour) es una bahía ubicada en la costa suroeste de la isla Soledad, en las islas Malvinas. Se encuentra en el estrecho de San Carlos, al frente de la isla Grande y la isla de la Barra. Al norte se halla el Rincón del Fuego.